# Liste der Monuments historiques in Précy-Notre-Dame
Die Liste der Monuments historiques in Précy-Notre-Dame führt die Monuments historiques in der französischen Gemeinde Précy-Notre-Dame auf.

## Liste der Objekte
| Bezeichnung                  | Beschreibung                                  | Standort                                     | Kennzeichnung | Schutzstatus | Datum | Bild |
| ---------------------------- | --------------------------------------------- | -------------------------------------------- | ------------- | ------------ | ----- | ---- |
| Grabstein für Simonette Vuet | Kalkstein, bezeichnet 1556                    | in der Kirche Assomption-de-la-Vierge (Lage) | PM10001626    | Classé       | 1913  |      |
| Skulptur Heiliger Memmius    | Holz, farbig gefasst, 17. Jahrhundert         | in der Kirche Assomption-de-la-Vierge (Lage) | PM10003594    | Inscrit      | 1979  |      |
| Skulptur Madonna mit Kind    | Kalkstein, 16. Jahrhundert                    | in der Kirche Assomption-de-la-Vierge (Lage) | PM10001628    | Classé       | 1961  |      |
| Kirchenfenster               | aus dem 16. Jahrhundert                       | in der Kirche Assomption-de-la-Vierge (Lage) | PM10001627    | Classé       | 1913  |      |
| Prozessionskreuz             | Kupfer, versilbert, Ende des 15. Jahrhunderts | in der Kirche Assomption-de-la-Vierge (Lage) | PM10001625    | Classé       | 1894  |      |
| Bodenfliesen                 | Keramik, 16. Jahrhundert                      | in der Kirche Assomption-de-la-Vierge (Lage) | PM10003595    | Inscrit      | 1979  |      |
| Pietà                        | Kalkstein, farbig gefasst, 16. Jahrhundert    | in der Kirche Assomption-de-la-Vierge (Lage) | PM10001629    | Classé       | 1961  |      |